# Anoplogaster
Anoplogaster es el único género de la familia Anoplogastridae, peces abisales de la clase actinopterigios. Su nombre en inglés ("FangTooth" = Colmillo) hace referencia a los desproporcionados dientes que posee en relación con el tamaño de su cuerpo, que le dan un aspecto terrorífico, aunque dado que todo el pez mide entre 10 y 18 cm, estos dientes no representa un peligro para el hombre, o para un pez relativamente grande. En tanto la etimología de su nombre científico se traduce como "estómago desarmado, o sin protección".
Tienen una gran cabeza con una enorme mandíbula, repleta de cavidades rellenas de mucosidad, delimitadas por piezas en sierra. Los colmillos de la mandíbula son tan largos que deben tener cavidades dentro de la parte superior para alojarlos.

## Especies
Se conocen de esta familia y su único género únicamente dos especies:
- Anoplogaster brachycera (Kotlyar, 1986)
- Anoplogaster cornuta (Valenciennes en Cuvier y Valenciennes, 1833)